# Henry Paulson
Henry Merritt Paulson, Jr., född 28 mars 1946 i Palm Beach i Florida, är en amerikansk affärsman och medlem av Republikanska partiet. Han var USA:s finansminister 3 juli 2006–20 januari 2009, och fick bland annat hantera finanskrisen 2007–2008. Under 1999–2006 var han VD för investmentbanken Goldman Sachs.
Paulson är en troende anhängare av det religiösa samfundet Kristen vetenskap.